# 安地斯地區 (委內瑞拉)

安地斯地區

安地斯地區（西班牙語：Región de los Andes）是委內瑞拉的9個政治行政區域之一，範圍包含巴里納斯州、梅里達州、塔奇拉州、特魯希略州以及阿普雷州帕埃斯市。人口3,911,278人，面積56,700平方公里。最大城市為聖克里斯托瓦爾。
安第斯山脈橫跨該區，委內瑞拉最高峰玻利瓦尔峰（海拔4,978.4公尺）也在該處。經濟以第一級產業為主，包含咖啡種植與畜牧業。
- 玻利瓦尔峰為委內瑞拉最高峰
- 委內瑞拉安第斯山脈的動物群
- 聖克里斯托瓦爾